# 新米科拉伊夫卡 (莫洛昌斯克市鎮)
47°6′23″N 35°42′48″E / 47.10639°N 35.71333°E
新米科拉伊夫卡（烏克蘭語：Новомиколаївка）是位於烏克蘭東南部的村莊，由扎波羅熱州波洛希區的莫洛昌斯克市鎮負責管轄。該村處於庫魯尚河畔，分別距離莫斯托韋0.5公里和庫羅沙內1公里，始建於1922年，面積85.8平方公里，海拔高度44米，2001年人口704。